# M. Viatilingam
M. Viatilingam (Kedah, Malasia; 1952-1 de abril de 2012) fue un futbolista de Malasia que jugó en la posición de defensa.

## Carrera

### Club
Jugó toda su carrera con el Kedah FA de 1968 a 1986, con el que jugó 394 partidos y anotó dos goles.

### Selección nacional
Debutó con Malasia en 1975 en los Juegos del Sudeste Asiático y formó parte de la selección que jugó en la Copa Asiática 1976 y en los Juegos Asiáticos de 1978. Jugó 196 partidos con la selección nacional sin anotar goles hasta su retiro en 1986.

## Muerte
Murió el 1 de abril de 2012 a los 60 años en el Hospital de Pantai a causa de un tumor cerebral.